# قوائم صحفيون
هذه قائمة بقوائم الصحفيين.
قائمة الصحفيين الاستقصائيين ‏.

## حسب البلد
- قائمة الصحفيين المطبوعين الأمريكيين
- قائمة الصحفيين الأرجنتينيين
- قائمة الصحفيين الأرمن
- قائمة الصحفيين البرازيليين
- قائمة الصحفيين البلغاريين
- قائمة الصحفيين الكنديين
- قائمة الصحفيين الإنجليز
- قائمة الصحفيين الإريتريين
- قائمة قراء الأخبار والصحفيين في فرنسا  [لغات أخرى]‏
- قائمة الصحفيين الألمان  [لغات أخرى]‏
- قائمة الصحفيين الهايتيين  [لغات أخرى]‏
- قائمة الصحفيين في هونغ كونغ  [لغات أخرى]‏
- قائمة الصحفيين الهنود  [لغات أخرى]‏
- قائمة الصحفيين الإيطاليين  [لغات أخرى]‏
- قائمة الصحفيين المالويين  [لغات أخرى]‏
- قائمة الصحفيين الباكستانيين
- قائمة الصحفيين السلوفينيين  [لغات أخرى]‏
- قائمة الصحفيين الجنوب أفريقيين  [لغات أخرى]‏
- قائمة الصحفيين السريلانكيين  [لغات أخرى]‏
- قائمة الصحفيين السويديين  [لغات أخرى]‏
- قائمة الصحفيين الأوروغوايانيين  [لغات أخرى]‏

## أخرى حسب البلد
- قائمة الصحفيين الذين قُتلوا خلال الحرب في أفغانستان (2001-2014)
- قائمة الصحفيين الذين قُتلوا في بنغلاديش  [لغات أخرى]‏
- قائمة الصحفيين الذين قُتلوا في أوروبا  [لغات أخرى]‏
- قائمة الصحفيين الذين قُتلوا في غواتيمالا  [لغات أخرى]‏
- قائمة الصحفيين الذين قُتلوا في هندوراس  [لغات أخرى]‏
- قائمة الصحفيين الذين قُتلوا في الهند  [لغات أخرى]‏
- قائمة الصحفيين الذين قُتلوا في ولاية آسام  [لغات أخرى]‏ (الهند)
- قائمة ضحايا المافيا الصقلية  [لغات أخرى]‏ (إيطاليا)
- قائمة الصحفيين والعاملين في وسائل الإعلام الذين قُتلوا في المكسيك  [لغات أخرى]‏
- قائمة الصحفيين الذين قُتلوا خلال صراع بلوشستان (1947 حتى الآن)  [لغات أخرى]‏ (باكستان)
- قائمة الصحفيين الذين قُتلوا في عهد إدارة أرويو (الفلبين)
- قائمة الصحفيين الذين قتلوا في روسيا  [لغات أخرى]‏
- قائمة الصحفيين الذين قتلوا خلال الحرب الأهلية الصومالية
- قائمة الصحفيين القتلى في جنوب السودان  [لغات أخرى]‏
- قائمة الصحفيين الذين قتلوا خلال حرب المهدية (السودان)
- قائمة الصحفيين الذين قتلوا خلال الحرب الأهلية السورية
- قائمة الصحفيين الذين قُتلوا في طاجيكستان  [لغات أخرى]‏
- قائمة الصحفيين المعتقلين في تركيا  [لغات أخرى]‏
- قائمة الصحفيين القتلى في تركيا  [لغات أخرى]‏
- التسلسل الزمني للصحفيين الذين قُتلوا في أوكرانيا
- قائمة الصحفيين الذين قُتلوا في أوكرانيا  [لغات أخرى]‏
- قائمة الصحفيين الذين قُتلوا في الولايات المتحدة
- قائمة الصحفيين القتلى في اليمن
- قائمة الصحفيين الذين قُتلوا في الفلبين  [لغات أخرى]‏
- قائمة الصحفيين القتلى في باكستان  [لغات أخرى]‏
- قائمة الصحفيين الذين قتلوا أو فقدوا في حرب فيتنام  [لغات أخرى]‏
- قائمة الصحفيين الذين قتلوا خلال الصراع الإسرائيلي الفلسطيني
- قائمة الصحفيين الذين قُتلوا خلال الحرب في أفغانستان (2001-2021)  [لغات أخرى]‏
- العنف ضد الصحفيين الفلسطينيين
- اغتيال الصحفيين الفيتناميين الأمريكيين في الولايات المتحدة  [لغات أخرى]‏
- الاعتداءات على الصحفيين خلال الصراع بين إسرائيل وحزب الله (2023 حتى الآن)